# Atari Smash Hits
Atari Smash Hits è una serie di sette raccolte di videogiochi per gli home computer Atari 8-bit, pubblicate in Europa tra il 1985 e il 1987 dalla The English Software Company di Manchester. Le raccolte uscirono su cassette e su floppy disk e ciascuna include 4 o 5 giochi, quasi sempre d'azione e già pubblicati in precedenza autonomamente, in buona parte dalla stessa English Software.
Il software delle raccolte fa uso di MultiBoot, un programma di Jon Williams che permette di memorizzare più giochi selezionabili su un unico disco. Williams, autore anche di titoli per la English Software come Jet-Boot Jack, aveva già sviluppato MultiBoot amatorialmente e l'aveva distribuito ad amici, per poi scoprire che aveva trovato grande diffusione.

## Videogiochi

### Atari Smash Hits Volume 1
Il volume 1 uscì nel 1985 per tutti gli Atari con almeno 32k di memoria. Contiene 5 giochi d'azione pubblicati in precedenza dalla English Software.
- Captain Sticky's Gold
- Dan Strikes Back
- Firefleet
- Hyperblast
- Jet Boot Jack

### Atari Smash Hits Volume 2
Il volume 2 uscì nel 1985 per tutti gli Atari con almeno 32k di memoria. Contiene 5 giochi d'azione, eccetto Stranded che è un'avventura testuale, pubblicati in precedenza dalla English Software.
- The Adventures of Robin Hood
- Citadel Warrior
- Diamonds
- Jet Boot Jack
- Stranded

### Atari Smash Hits Volume 3
Il volume 3 uscì nel 1985 per tutti gli Atari con almeno 32k di memoria. Contiene 5 giochi d'azione, tutti pubblicati in precedenza dalla English Software tranne il platform Breath of the Dragon, un titolo nuovo che uscì soltanto in questa raccolta.
- Airstrike II
- Batty Builders
- Breath of the Dragon (inedito)
- Jet Boot Jack
- Neptune's Daughters

### Atari Smash Hits Volume 4
Il volume 4 uscì nel 1985 per tutti gli Atari con almeno 48k di memoria. Contiene 4 giochi d'azione pubblicati in precedenza dalla English Software.
- Chop Suey
- Fire Chief
- Hijack!
- Kissin' Kousins

### Atari Smash Hits Volume 5
Il volume 5 uscì nel 1986 per tutti gli Atari con almeno 48k di memoria. Contiene 4 giochi d'azione, tutti pubblicati in precedenza dalla English Software tranne Quasimodo, edito originariamente dalla Synapse Software/Synsoft.
- Chop Suey
- Elektraglide
- Mediator
- Quasimodo (Synapse Software)

### Atari Smash Hits Volume 6
Il volume 6 uscì nel 1986 per tutti gli Atari con almeno 48k di memoria. Contiene 4 giochi d'azione, pubblicati in precedenza dalla English Software tranne Drelbs e Fort Apocalypse della Synapse Software/Synsoft.
- Drelbs (Synapse Software)
- Elektraglide
- Fort Apocalypse (Synapse Software)
- Timeslip

### Atari Smash Hits Volume 7
Il volume 7 uscì nel 1987 per tutti gli Atari con almeno 48k di memoria. Contiene 4 giochi d'azione, eccetto Colossus Chess che è un videogioco di scacchi, pubblicati in precedenza dalla English Software tranne Alley Cat e Blue Max della Synapse Software/Synsoft.
- Alley Cat (Synapse Software)
- Blue Max (Synapse Software)
- Colossus Chess 3.0
- Elektraglide

## Accoglienza
Sulla stampa di settore europea le prime tre raccolte, spesso recensite collettivamente, furono spesso ben accolte; la rivista finlandese Printti trovò poco validi i giochi del Volume 1, ma lo trattò oltre un anno dopo le altre.
Sono noti alcuni giudizi più nella media per il Volume 4 e per il Volume 5, quest'ultimo mediocre secondo Zzap! (maggio 1987) in quanto i giochi erano datati.
Il Volume 6 ottenne giudizi medio-buoni.
Positivo anche il giudizio di C&VG sul Volume 7; la rivista però, riferendosi a tutta la collana Atari Smash Hits, criticò il fatto che due dei giochi (Jet Boot Jack ed Elektraglide) siano stati riproposti ben tre volte in tre dei volumi.